# Ian Mahinmi
Ian Mahinmi (ur. 5 listopada 1986 w Rouen) – francuski zawodowy koszykarz, występujący na pozycji środkowego bądź silnego skrzydłowego.
Karierę koszykarską rozpoczynał w wieku 17 lat, grając w zespole francuskiej ligi Pro A - STB Le Havre. W 2004 roku pojechał wraz z reprezentacją Francji na mistrzostwa Europy do lat 18. W drafcie NBA 2005 został wybrany z numerem 28 przez San Antonio Spurs, jednakże nie zdecydował się na podpisanie kontraktu. W zespole STB Le Havre występował do 2006 roku, kiedy to przeniósł się do Élan Béarnais Pau-Lacq-Orthez. Po roku tam spędzonym podpisał kontrakt z San Antonio Spurs. W latach 2007–2009 był zawodnikiem Austin Toros w NBA Development League. Przed sezonem 2009-2010, Spurs przywrócili go do pierwszego składu. 13 lipca 2010 roku podpisał kontrakt z Dallas Mavericks. W odbywającym się 7 grudnia tegoż roku meczu przeciwko Golden State Warriors, Mahinmi zanotował pierwsze w karierze double-double, notując w 21 minut 12 punktów i 10 zbiórek. W tym samym sezonie zdobył z Mavs mistrzostwo NBA, dając im po trafieniu buzzer beatera w trzeciej kwarcie ostatniego - 6. meczu prowadzenie. W lipcu 2012 roku został wymieniony do Indiany Pacers w zamian za Darren Collison i Dahntay Jonesa.
7 lipca 2016 roku podpisał umowę z Washington Wizards.

## Życie prywatne
Jego ojciec pochodzi z Beninu, zaś matka z Jamajki. Ma dwie siostry i dwóch braci, z których jeden grał zawodowy w piłkę nożną w Kanadzie. 

## Osiągnięcia
Stan na 1 marca 2017, na podstawie, o ile nie zaznaczono inaczej.
NBA
- Mistrz NBA (2011)[17]

D-League
- Zaliczony do I składu D-League (2008)
- Uczestnik meczu gwiazd D-League (2008)

Francja
- Zdobywca Pucharu Francji (2007)
- Wschodząca gwiazda ligi francuskiej (2006)
- Uczestnik meczu gwiazd francuskiej ligi LNB Pro A (2005)[18]

Reprezentacja
- Brązowy medalista mistrzostw Europy U–18 (2004)
- Uczestnik mistrzostw:
  - Europy (2009 – 5. miejsce)
  - świata (2010 – 13. miejsce)
  - Europy U–20 (2005 – 6. miejsce)